# Stelis amoena
Stelis amoena är en orkidéart som beskrevs av Alec M. Pridgeon och Mark W. Chase. Stelis amoena ingår i släktet Stelis och familjen orkidéer. Inga underarter finns listade i Catalogue of Life.

## Bildgalleri

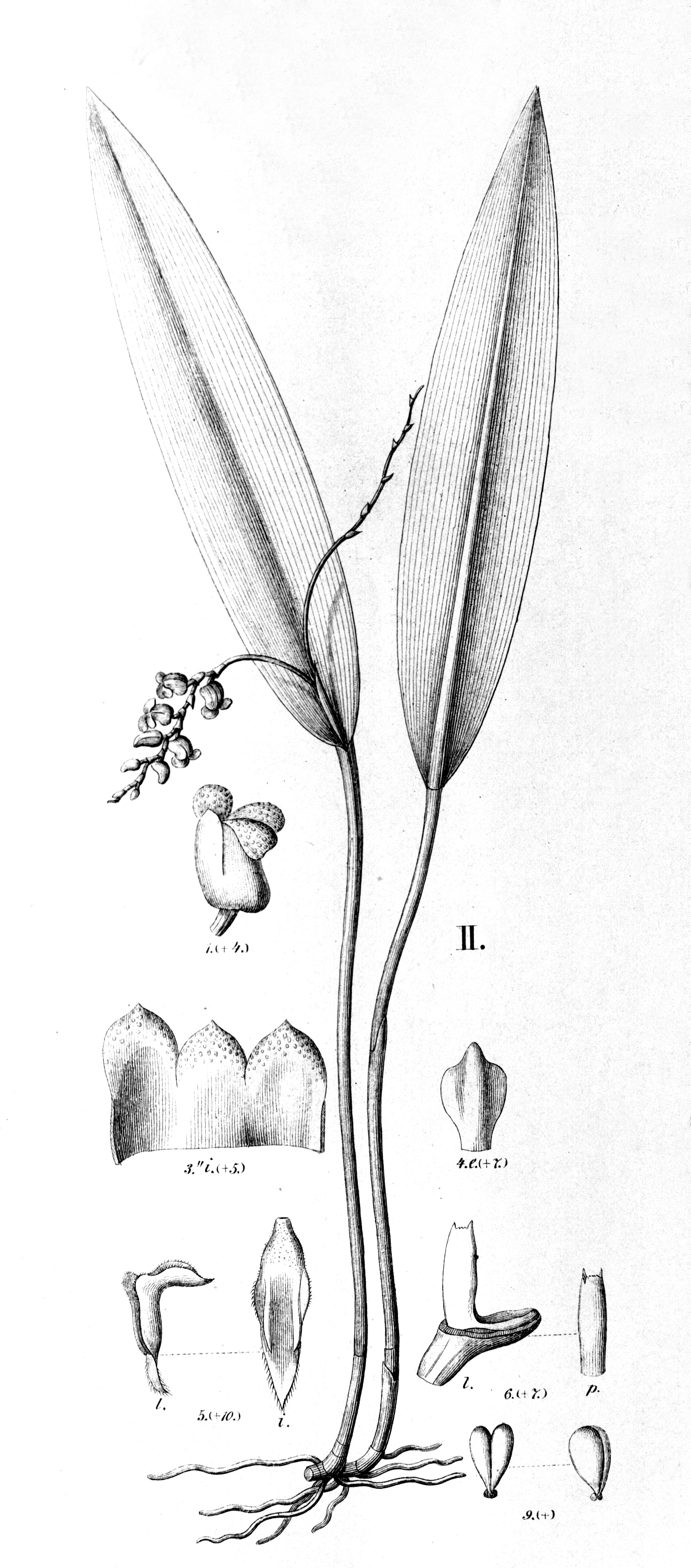
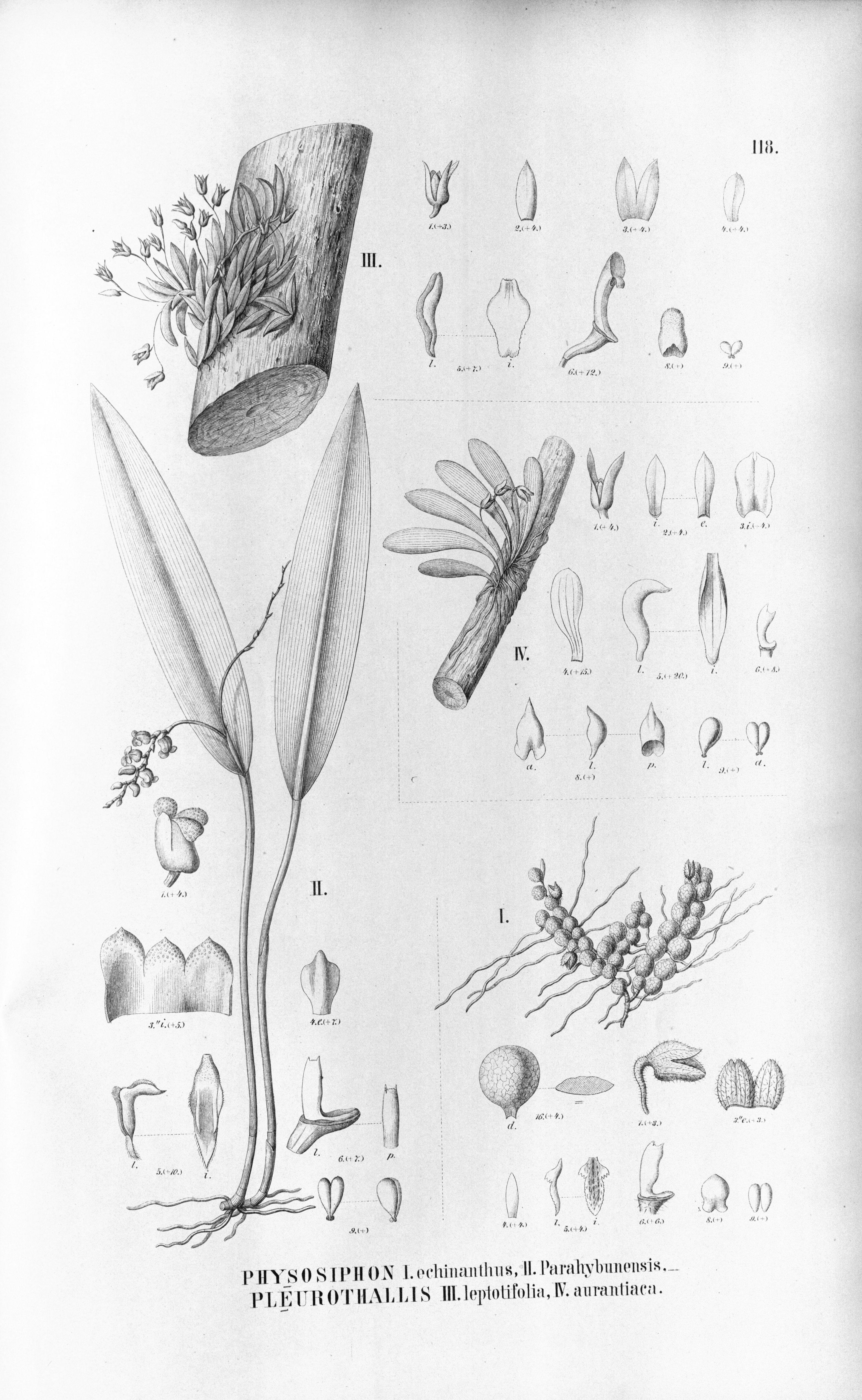